# Амангельды (Уилский район)
Амангельды (каз. Амангелді) — село в Уилском районе Актюбинской области Казахстана. Входит в состав Коптогайского сельского округа. Код КАТО — 155243200.

## Население
В 1999 году население села составляло 630 человек (330 мужчин и 300 женщин). По данным переписи 2009 года, в селе проживало 596 человек (301 мужчина и 295 женщин).